# Humidor
A humidor dohánytermékek (szivar, pipadohány, vagy cigaretta) tárolására szolgáló, állandó, általában 65–75% közötti relatív páratartalmat biztosító, fából vagy bőrből készült doboz, vagy szoba. Egyes humidorok a páratartalom mellett állandó hőmérsékletet is biztosítanak. Mindegyik humidor tartalmaz higrométert, amely a belső páratartalmat méri.

## Fajtái
- asztali humidor – A legáltalánosabb fajtája, mely bútoron tartható. A doboz fedőlapja felhajtható. Méreténél fogva nem mobil, de mozgatható. Általában néhány száz szivar tárolására alkalmas. Kialakítását tekintve többnyire fényezett, lakkozott fa, esetenként díszítő elemekkel ellátva. Előfordul, hogy az ilyen humidorok fedőlapja üvegből készül.
- úti humidor – Utazáshoz használható mobil tárolóeszköz, többnyire néhány tucat szivar tárolására és szállítására alkalmas.
- humidorszoba – Dohányáruk tárolására szolgáló, állandó relatív páratartalmú szoba. Többnyire dohányboltokban, vagy vendéglátóhelyeken (bárok, szállodák) fordul elő.
- személyi humidor – Az útihumidorhoz hasonló, de annál kissé nagyobb, általában 50–100 szivar tárolására alkalmas.